# Euphorbia juttae
Euphorbia juttae es una especie fanerógama perteneciente a la familia de las euforbiáceas.  Es originaria de  Namibia.

## Descripción
Es un arbusto perennifolio de pequeño tamaño, suculento que alcanza los 0,02 hasta 0,1 m de altura, a una altitud de 300 - 850 metros en Namibia.

## Taxonomía
Euphorbia juttae fue descrita por Moritz Kurt Dinter y publicado en Neue und wenig bekannte Pflanzen Deutsch-Südwest-Afrikas ... 30. 1914.
Etimología
Euphorbia: nombre genérico que deriva del médico griego del rey Juba II de Mauritania (52 a 50 a. C. - 23), Euphorbus, en su honor – o en alusión a su gran vientre –  ya que usaba médicamente Euphorbia resinifera. En 1753 Carlos Linneo asignó el nombre a todo el género.
juttae: epíteto otorgado  en honor de Elena Jutta Schilde, esposa del botánico Moritz Kurt Dinter.
Sinonimia
- Euphorbia siliciicola Dinter
- Tirucalia juttae (Dinter) P.V.Heath	[6][7]